# Bầu cử Hoa Kỳ 2022
Cuộc bầu cử Hoa Kỳ năm 2022 là cuộc bầu cử đang diễn ra chủ yếu được tổ chức vào thứ Ba, 8 tháng 11, 2022. Trong năm bầu cử giữa nhiệm kỳ này, toàn bộ 435 ghế của Hạ viện và 35 trong số 100 ghế của Thượng viện sẽ được đưa ra bầu lại. 39 cuộc bầu cử thống đốc của các tiểu bang và vùng lãnh thổ cùng với nhiều cuộc bầu cử tiểu bang và địa phương khác cũng sẽ diễn ra. Đây là cuộc bầu cử đầu tiên bị ảnh hưởng bởi cuộc tái phân vùng theo thống kê dân số năm 2020.

## Bầu cử liên bang

### Thượng viện
Ít nhất 34 trong số 100 ghế tại thượng viện thuộc nhóm 3 sẽ được bầu lại. Các cuộc bầu cử đặc biệt cũng có thể được tổ chức cho các ghế thuộc 2 nhóm còn lại. Với nhiệm kỳ 6 năm, cuộc bầu cử cho các ghế nhóm 3 gần đây nhất là vào năm 2016. Những người chiến thắng trong kỳ bầu cử năm 2022 sẽ nhậm chức vào ngày 3 tháng 1 năm 2023 tại quốc hội khóa 118.

#### Bầu cử đặc biệt
- Nhóm 3 California: Kamala Harris đương nhiệm đã được bầu làm phó tổng thống Hoa Kỳ và từ chức thượng nghị sỹ vào ngày 18 tháng 1 năm 2021 để nhậm chức cũng như kiêm nhiệm Chủ tịch thượng viện[1]. Để thay thế bà Harris, Thống đốc Gavin Newsom bổ nhiệm Thư ký bang Alex Padilla. Một cuộc bầu cử đặc biệt tìm ra người đảm nhiệm những tuần còn lại của nhiệm kỳ bà Harris sẽ được tổ chức vào ngày 8 tháng 11 năm 2022, cùng với cuộc bầu cử thông thường cho nhiệm kỳ 6 năm, như 1 văn bản của ông Newsom[2][3].